# Trophonopsis barvicensis
Trophonopsis barvicensis is een slakkensoort uit de familie van de Muricidae. De wetenschappelijke naam van de soort is voor het eerst geldig gepubliceerd in 1825 door Johnston.